# Liste der Staatsoberhäupter 1767
Übersicht
◄◄ | ◄ | 1763 | 1764 | 1765 | 1766 | Liste der Staatsoberhäupter 1767 | 1768 | 1769 | 1770 | 1771 | ► | ►►

Weitere Ereignisse

## Afrika
- Ägypten
  - Bey der Mamelucken: Ali Bey al-Kabir (1760–1772)

- Äthiopien
  - Kaiser: Joas I. (1755–1769)

- Burundi
  - König: Mutaga III. Senyamwiza (ca. 1739–ca. 1767)
  - König: Mwambutsa III. Syarushambo Butama (ca. 1767–ca. 1796)

- Dahomey
  - König: Tegbesu (1732–1774)

- Marokko (Alawiden-Dynastie)
  - Sultan: Mulai Muhammad (1757–1790)

- Tunesien (Husainiden-Dynastie)
  - Sultan: Ali II. al-Husain (1759–1782)

## Amerika
- Vizekönigreich Brasilien
  - Vizekönig: 
    1. Antônio Álvares da Cunha (1763–1767)
    2. Antônio Rolim de Moura Tavares (1767–1769)

- Vizekönigreich Neugranada
  - Vizekönig: Pedro Messía de la Cerda (1761–1772)

- Vizekönigreich Neuspanien
  - Vizekönig: Carlos Francisco de Croix (1766–1771)

- Vizekönigreich Peru
  - Vizekönig: Manuel d’Amat i de Junyent (1761–1776)

## Asien
- Afghanistan
  - Emir: Ahmad Schah Durrani (1747–1772)

- China (Qing-Dynastie)
  - Kaiser: Qian Long (1735–1796)

- Japan
  - Kaiserin: Go-Sakuramachi (1762–1771)
  - Shōgun (Tokugawa): Tokugawa Ieharu (1760–1786)

- Korea (Joseon)
  - König: Yeongjo (1724–1776)

- Persien (Zand-Dynastie)
  - Vakīl: Karim Khan-e Zand (1750–1779)

- Thailand
  - König: Ekatat (1758–1767)
  - König: Taksin (1767–1782)

## Europa
- Andorra
  - Co-Fürsten:
    - König von Frankreich: Ludwig XV. (1715–1774)
    - Bischof von Urgell: Francesc Fernández de Xátiva y Contreras (1763–1771)

- Dänemark und Norwegen
  - König: Christian VII. (1766–1808)

- Frankreich
  - König: Ludwig XV. (1715–1774)

- Großbritannien und Irland
  - Staatsoberhaupt: König Georg III. (1760–1801) (1801–1820 König des Vereinigten Königreichs,  1760–1806 Kurfürst von Braunschweig-Lüneburg,  1814–1820 König von Hannover)
  - Regierungschef: Premierminister William Pitt, 1. Earl of Chatham (1766–1768)

- Heiliges Römisches Reich
  - König und Kaiser: Joseph II. (1765–1790) (1780–1790 König von Böhmen, 1780–1790 Herzog von Mailand, 1780–1790 Herzog von Mantua, 1780–1790 Erzherzog von Österreich, 1780–1790 König von Ungarn)
  - Kurfürstenkollegium
    - Erzstift Köln
      - Kurfürst: Maximilian Friedrich von Königsegg-Rothenfels (1761–1784) (1762–1784 Bischof von Münster)

    - Erzstift Mainz
      - Kurfürst: Emmerich Joseph von Breidbach zu Bürresheim (1763–1774) (1768–1774 Bischof von Worms)

    - Erzstift Trier
      - Kurfürst: Johann Philipp von Walderdorff (1756–1768) (1763–1768 Bischof von Worms)

    - Herzogtum Bayern
      - Kurfürst: Maximilian III. Joseph (1745–1777)

    - Königreich Böhmen
      - Königin: Maria Theresia (1740–1780) (1740–1780 Herzogin von Mailand, 1740–1780 Erzherzogin von Österreich, 1740–1780 Herzogin von Parma, 1740–1780 Königin von Ungarn)

    - Markgrafschaft Brandenburg
      - Kurfürst: Friedrich II. (1740–1786) (1740–1786 König von Preußen)

    - Herzogtum Braunschweig-Lüneburg
      - Kurfürst: Georg III. (1760–1803) (1760–1801 König von Großbritannien und Irland, 1801–1820 König des Vereinigten Königreichs, 1814–1820 König von Hannover)

    - Pfalzgrafschaft bei Rhein
      - Kurfürst: Karl Theodor (1742–1799) (1777–1799 Kurfürst von Bayern, 1742–1799 Herzog von Jülich und Berg)

    - Herzogtum Sachsen
      - Kurfürst: Friedrich August I. (1763–1806) (1806–1827 König von Sachsen)

  - geistliche Reichsfürsten
    - Hochstift Augsburg
      - Bischof: Joseph Ignaz Philipp von Hessen-Darmstadt (1740–1768)

    - Hochstift Bamberg
      - Bischof: Adam Friedrich von Seinsheim (1757–1779) (1755–1779 Bischof von Würzburg)

    - Hochstift Basel
      - Bischof: Simon-Nicolas de Montjoie-Hirsingue (1762–1775)

    - Fürstpropstei Berchtesgaden
      - Propst: Michael Balthasar von Christalnigg (1752–1768)

    - Hochstift Brixen
      - Bischof: Leopold von Spaur (1747–1778)

    - Hochstift Chur (Territorium 1648 eidgenössisch, Bischof Reichsstand ohne unmittelbares Land)
      - Bischof: Johannes Baptist Anton von Federspiel (1755–1777)

    - Fürstabtei Corvey
      - Abt: Philipp von Spiegel zum Desenberg (1758–1776)

    - Balleien des Deutschen Ordens
      - Hochmeister: Karl Alexander von Lothringen (1761–1780)

    - Hochstift Eichstätt
      - Bischof: Raymund Anton von Strasoldo (1757–1781)

    - Fürstpropstei Ellwangen
      - Propst: Anton Ignaz von Fugger-Glött (1756–1787) (1769–1787 Bischof von Regensburg)

    - Hochstift Freising
      - Bischof: Clemens Wenzeslaus von Sachsen (1763–1768)  (1768–1801 Erzbischof von Trier, 1768–1803 Bischof von Augsburg, 1763–1769 Bischof von Regensburg, 1787–1803 Propst von Ellwangen, 1768–1794 Abt von Prüm)

    - Abtei Fulda
      - Bischof: Heinrich von Bibra (1759–1788)

    - Hochstift Hildesheim
      - Bischof: Friedrich Wilhelm von Westphalen (1763–1789) (1782–1789 Bischof von Paderborn)

    - Fürststift Kempten
      - Abt: Honorius Roth von Schreckenstein (1760–1785)

    - Hochstift Konstanz
      - Bischof: Franz Konrad von Rodt (1750–1775)

    - Hochstift Lübeck (1555–1803 evangelische Administratoren)
      - Bischof: Friedrich August von Schleswig-Holstein-Gottorf (1750–1785) (1773–1774 Graf von Oldenburg, 1774–1785 Herzog von Oldenburg)

    - Hochstift Lüttich
      - Bischof: Charles Nicolas d’Oultremont (1763–1771)

    - Hochstift Münster
      - Bischof: Maximilian Friedrich von Königsegg-Rothenfels (1762–1784) (1761–1784 Erzbischof von Köln)

    - Hochstift Osnabrück (1662–1802 abwechselnd katholische und lutherische Bischöfe)
      - Bischof: Friedrich August von Hannover und Albany (1764–1802)

    - Hochstift Paderborn
      - Bischof: Wilhelm Anton von der Asseburg (1763–1782)

    - Hochstift Passau
      - Bischof: Leopold Ernst von Firmian (1763–1783) (1748–1758 Bischof von Trient)

    - Hochstift Regensburg
      - Bischof: Clemens Wenzeslaus von Sachsen (1763–1769) (1768–1801 Erzbischof von Trier, 1768–1803 Bischof von Augsburg, 1763–1768 Bischof von Freising, 1787–1803 Propst von Ellwangen, 1768–1794 Abt von Prüm)

    - Erzstift Salzburg
      - Erzbischof: Sigismund Christoph von Schrattenbach (1753–1771)

    - Hochstift Speyer
      - Bischof: Franz Christoph von Hutten zum Stolzenberg (1743–1770)

    - Abtei Stablo-Malmedy
      - Abt: Jacques de Hubin  (1766–1786)

    - Hochstift Straßburg
      - Bischof: Louis César Constantin de Rohan-Guéméné (1756–1779)

    - Hochstift Trient
      - Bischof: Cristoforo Sizzo de Noris (1763–1776)

    - Hochstift Worms
      - Bischof: Johann Philipp von Walderdorff (1763–1768) (1756–1768 Erzbischof von Trier)

    - Hochstift Würzburg
      - Bischof: Adam Friedrich von Seinsheim (1755–1779) (1757–1779 Bischof von Bamberg)

  - weltliche Reichsfürsten
    - Fürstentum Anhalt
      - Anhalt-Bernburg
        - Fürst: Friedrich Albrecht (1765–1796)

      - Fürstentum Anhalt-Dessau
        - Fürst: Leopold III. Friedrich Franz (1751–1817) (1751–1758 unter Vormundschaft) (ab 1807 Herzog)

      - Fürstentum Anhalt-Köthen
        - Fürst: Karl Georg Lebrecht (1755–1789)

      - Anhalt-Zerbst
        - Fürst: Friedrich August (1747–1793) (1747–1752 unter Vormundschaft)

    - Arenberg
      - Herzog: Karl Maria Raimund (1754–1778)

    - Markgrafschaft Baden
      - Baden-Baden
        - Markgraf: August Georg Simpert (1761–1771)

      - Baden-Durlach
        - Markgraf: Karl Friedrich (1738–1771) (1738–1746 unter Vormundschaft) (1771–1803 Markgraf von Baden, 1803–1806 Kurfürst von Baden, 1806–1811 Großherzog)

    - Brandenburg-Ansbach
      - Markgraf: Karl Alexander (1757–1791) (1769–1791 Markgraf von Brandenburg-Bayreuth)

    - Brandenburg-Bayreuth
      - Markgraf: Friedrich Christian (1763–1769)

    - Braunschweig-Wolfenbüttel
      - Herzog: Karl I. (1735–1780)

    - Hessen-Darmstadt
      - Landgraf: Ludwig VIII. (1739–1768)

    - Hessen-Kassel
      - Landgraf: Friedrich II. (1760–1785)

    - Hohenzollern-Hechingen
      - Fürst: Josef Friedrich Wilhelm (1750–1798)

    -  Hohenzollern-Sigmaringen
      - Fürst: Joseph Friedrich Ernst (1715–1769) (bis 1720 unter Vormundschaft)

    - Jülich und Berg
      - Herzog: Karl Theodor (1742–1799) (1777–1799 Kurfürst von Bayern, 1742–1799 Kurfürst der Pfalz, 1742–1799 Herzog von Pfalz-Neuburg)

    - Liechtenstein
      - Fürst: Josef Wenzel (1712–1718, 1748–1772) (1732–1745 Regent von Liechtenstein)

    - Mecklenburg
      - Mecklenburg-Schwerin
        - Herzog: Friedrich (1756–1785)

      - Mecklenburg-Strelitz
        - Herzog: Adolf Friedrich IV. (1752–1794)

    - Nassau
      - Ottonische Linie
        - Nassau-Diez
          - Fürst: Wilhelm V. (1751–1806) (1751–1796 Statthalter der Niederlande)

      - Walramische Linie
        - Nassau-Saarbrücken
          - Fürst: Wilhelm Heinrich (1735–1768) (bis 1741 unter Vormundschaft)

        - Nassau-Usingen
          - Fürst: Karl (1718–1775) (bis 1733 unter Vormundschaft)

        - Nassau-Weilburg
          - Fürst: Karl Christian (1753–1788)

    - Österreich
      - Erzherzogin: Maria Theresia (1740–1780) (1740–1780 Königin von Böhmen, 1740–1780 Herzogin von Mailand, 1740–1780 Herzogin von Parma, 1740–1780 Königin von Ungarn)

    - Pfalz-Neuburg
      - Herzog: Karl Theodor (1742–1799) (1742–1777 Kurfürst der Pfalz, 1777–1799 Kurfürst von Pfalz-Bayern, 1733–1799 Herzog von Pfalz-Sulzbach, 1742–1794/99 Herzog von Jülich und Berg)

    - Pfalz-Sulzbach
      - Herzog: Karl Theodor (1733–1799) (1742–1777 Kurfürst der Pfalz, 1777–1799 Kurfürst von Pfalz-Bayern, 1742–1799 Herzog von Pfalz-Neuburg, 1742–1794/99 Herzog von Jülich und Berg)

    - Pfalz-Zweibrücken-Birkenfeld
      - Herzog: Christian IV. (1735–1775)

    - Herzogtum Sachsen
      - Sachsen-Coburg-Saalfeld
        - Herzog: Ernst Friedrich (1764–1800)

      - Sachsen-Gotha-Altenburg
        - Herzog: Friedrich III. (1732–1772)

      - Sachsen-Hildburghausen
        - Herzog: Ernst Friedrich III. (1745–1780) (1745–1748 unter Vormundschaft)

      - Sachsen-Meiningen
        - Herzog: Karl (1763–1782) (1763–1775 unter Vormundschaft)
        - Herzog: Georg I. (Sachsen-Meiningen) (1763–1803) (1763–1782 unter Vormundschaft)
        - Regentin: Charlotte Amalie von Hessen-Philippsthal (1763–1782)

      - Sachsen-Weimar-Eisenach
        - Herzog: Karl August (1758–1828) (1758–1775 unter Vormundschaft, 1815–1828 Großherzog)
        - Regentin: Anna Amalia von Braunschweig-Wolfenbüttel (1759–1775)

    - Schwarzburg-Rudolstadt
      - Fürst: Johann Friedrich (1744–1767)
      - Fürst: Ludwig Günther II. (1767–1790)

    - Schwarzburg-Sondershausen
      - Fürst: Christian Günther III. (1758–1794)

    - Waldeck-Pyrmont
      - Fürst: Friedrich Karl August (1763–1805) (1805–1812 Fürst von Waldeck)

    - Württemberg
      - Herzog: Carl Eugen (1737–1793)

  - sonstige Reichsstände (Auswahl)
    - Lippe
      - Lippe-Biesterfeld
        - Graf: Friedrich Karl August (1736–1781)

      - Lippe-Detmold
        - Graf: Simon August (1734–1782)

      - Lippe-Biesterfeld-Weißenfeld
        - Graf: Ferdinand Ludwig (1736–1781)

    - Ortenburg
      - Graf: Karl III. (1725–1776) (1725–1739 unter Vormundschaft)

    - Reuß
      - Reuß ältere Linie
        - Reuß-Obergreiz
          - Graf: Heinrich XI. (1723–1768) (1768–1778 Graf zu Reuß-Greiz, 1778–1800 Fürst von Reuß ältere Linie)

        - Reuß-Untergreiz
          - Graf: Heinrich III. (1733–1768)

      - Reuß jüngere Linie
        - Reuß-Ebersdorf
          - Graf: Heinrich XXIV. (1747–1779)

        - Reuß-Gera
          - Graf: Heinrich XXX. (1748–1802)

        - Reuß-Lobenstein
          - Graf: Heinrich II. (1739–1782)

        - Reuß-Schleiz
          - Graf: Heinrich XII. (1744–1784)

    - Schaumburg-Lippe
      - Graf: Wilhelm (1748–1777)

- Italienische Staaten
  - Genua
    - Doge: Francesco Maria Della Rovere (1765–1767)
    - Doge: Marcello Durazzo (1767–1769)

  - Kirchenstaat
    - Papst: Clemens XIII. (1758–1769)

  - Mailand (1706–1800 zu Österreich)
    - Herzogin: Maria Theresia (1740–1780) (1740–1780 Königin von Böhmen, 1740–1780 Erzherzogin von Österreich, 1740–1780 Herzogin von Parma, 1740–1780 Königin von Ungarn)
      - Gouverneur: Francesco III. d’Este (1754–1771) (1737–1780 Herzog von Modena)

  - Massa und Carrara
    - Herzogin: Maria Teresa Cybo-Malaspina (1731–1790) (bis 1744 unter Vormundschaft)

  - Modena und Reggio
    - Herzog: Francesco III. d’Este (1737–1780) (1754–1771 Gouverneur von Mailand)

  - Neapel (1735–1806 Personalunion mit Sizilien)
    - König: Ferdinand VII. (1759–1799, 1799–1806, 1815–1816) (bis 1767 unter Vormundschaft) (1759–1816 König von Sizilien, 1816–1825 König beider Sizilien)
    - Regentschaftsrat unter Bernardo Tanucci (1759–1767)

  - Parma und Piacenza
    - Herzogin: Maria Theresia (1740–1780) (1740–1780 Königin von Böhmen, 1740–1780 Herzogin von Mailand, 1740–1780 Erzherzogin von Österreich, 1740–1780 Königin von Ungarn)

  - Piombino
    - Fürst: Gaetano Boncompagni-Ludovisi (1745–1777)

  - Sardinien (seit 1720 zu Savoyen)
    - König: Karl Emanuel III. (1730–1773) (1720–1730 und 1732–1773 Herzog von Savoyen)
      - Vizekönig: Francesco Luigi Costa della Trinità (1763–1767)
      - Vizekönig: Vittorio Ludovico d’Hallot des Hayes (1767–1771)

  - Savoyen
    - Herzog: Karl Emanuel III. (1720–1730, 1732–1773) (1730–1773 König von Sardinien)

  - Sizilien (1735–1806 in Personalunion mit Neapel)
    - König: Ferdinand III. (1759–1816) (bis 1767 unter Vormundschaft) (1759–1799, 1799–1806, 1815–1816 König von Neapel, 1816–1825 König beider Sizilien)
    - Regentschaftsrat unter Bernardo Tanucci (1759–1767)
      - Vizekönig: Giovanni Fogliani Sforza d’Aragona (1755–1773)

  - Toskana
    - Großherzog: Leopold I. (1765–1790) (1790–1792 Kaiser, 1790–1792 König von Böhmen, 1790–1792 Herzog von Mailand, 1790–1792 Erzherzog von Österreich, 1790–1792 König von Ungarn)

  - Venedig
    - Doge: Alvise Mocenigo IV. (1763–1778)

- Khanat der Krim
  - Khan: Selim III. Giray (1765–1767, 1770–1771)
  - Khan: Arslan Giray (1748–1756, 1767)
  - Khan: Maqsud Giray (1767–1768)

- Kurland
  - Herzog: Ernst Johann von Biron (1757–1758, 1763–1769)

- Malta
  - Großmeister: Manuel Pinto de Fonseca (1741–1773)

- Moldau (unter osmanischer Oberherrschaft)
  - Fürst: Grigore III. Ghica (1764–1767, 1774–1777) (1768–1769 Fürst der Walachei)
  - Fürst: Grigore Callimachi (1761–1764, 1767–1769)

- Monaco
  - Fürst: Honoré III. (1732–1793)
    - Generalgouverneur: Antoine Grimaldi (1732–1784)

- Niederlande
  - Republik der Sieben Vereinigten Provinzen
    - Erbstatthalter: Wilhelm V. (1751–1795) (1751–1806 Fürst von Nassau-Diez)

  - Österreichische Niederlande (bis 1714/95 formal Bestandteil des Heiligen Römischen Reichs)
    - Statthalter: Karl Alexander von Lothringen (1744–1780) (1761–1780 Hochmeister des Deutschen Ordens)

- Osmanisches Reich
  - Sultan: Mustafa III. (1757–1774)

- Polen
  - König: Stanislaus II. August Poniatowski (1764–1795)

- Portugal
  - König: Joseph I. (1750–1777)

- Preußen
  - König: Friedrich II. (1740–1786) (1740–1786 Kurfürst von Brandenburg)

- Russland
  - Kaiserin: Katharina II. (1762–1796)

- Schweden
  - König: Adolf Friedrich (1751–1771) (1727–1750 Bischof von Lübeck)

- Spanien
  - König: Karl III. (1759–1788) (1735–1759 König von Neapel,  1731–1735 Herzog von Parma,  1735–1759 König von Sizilien)

- Ungarn
  - Königin: Maria Theresia (1740–1780) (1740–1780 Königin von Böhmen, 1740–1780 Herzogin von Mailand, 1740–1780 Erzherzogin von Österreich, 1740–1780 Herzogin von Parma)

- Walachei (unter osmanischer Oberherrschaft)
  - Fürst: Alexandru Ghica (1766–1768)